# Paris Basketball
Il Paris Basketball è una società cestistica avente sede a Parigi, in Francia. Fondata nel 2018, gioca attualmente in Pro A, il massimo livello del campionato francese.
Ha disputato le partite interne nell'Halle Georges Carpentier di Parigi, che ha una capacità di 5 000 spettatori, per poi trasferirsi nel 2023 all'Arena Porte de la Chapelle.

## Storia
Il Paris Basket Avenir è una Cooperazione Territoriale di Club (CTC) nata nel 2013 dalla collaborazione di tre club polisportivi dell’est parigino: la Domrémy Basket 13 (LDB13), il Ménilmontant Paris Sports (MPS) e il Club Sportif du Ministère des Finances (CSMF). La squadra principale disputa la stagione 2016-2017 in Nationale 3 e ottiene la promozione in Nationale 2 la stagione successiva. In quell’occasione trasferisce le proprie partite casalinghe alla Halle Georges-Carpentier. L’obiettivo era in particolare quello di rilanciare la pallacanestro parigina, assente dal mondo professionistico dopo il disimpegno, nel 2016, del Comune di Parigi dal Paris-Levallois, successivamente rinominato Metropolitans 92.
In seguito al progetto di fondare un club professionistico di grande portata a Parigi, promosso dall’ex dirigente della franchigia NBA dei Minnesota Timberwolves, David Kahn, i diritti sportivi dell’Hyères-Toulon Var Basket, retrocesso dalla Pro A] e in difficoltà finanziarie, vengono ceduti all’Association pour la Promotion du Basketball à Paris (APB Paris) al termine della stagione 2017-2018. Così, attraverso questa associazione e la società di David Kahn ed Eric Schwartz, «Paris Basketball Investments», nasce ufficialmente il 12 luglio 2018 un nuovo club professionistico parigino, iscritto al Campionato francese di Pro B, con il nome di Paris Basketball. Questo nuovo club ricevette il sostegno dal comune di Parigi, dall’associazione Paris Basket Avenir e dai suoi tre club fondatori .

### Una prima stagione promettente (2018-2019)
Poiché erano necessari lavori di ristrutturazione alla Halle Carpentier fino al 23 ottobre 2018, il club parigino disputa le sue prime partite ufficiali “in casa” nella banlieue parigina, a Rueil-Malmaison e a Pontoise. Il Paris Basketball conquista la prima vittoria ufficiale della sua storia il 28 settembre 2018, nella 3ª giornata della Leaders Cup Pro B contro il Denain, con il risultato di 71-64 , ottenendo così l'accesso per i quarti di finale della competizione. La gara d’andata dei quarti di finale ha rappresentato anche la prima partita ufficiale del club alla Halle Carpentier. Tuttavia, il percorso della squadra si interrompe a questo punto della competizione.
Il Paris Basketball ha disputato la sua prima partita di campionato in casa a Parigi nella Halle Carpentier il 4 novembre 2018; sfida conclusa con una sconfitta, per 87-93 dopo un tempo supplementare, contro Nancy. Alla partita assistono circa ottocento persone, tra cui il presidente della Lega, Alain Béral, e alcuni VIP come il rapper Oxmo Puccino e l’atleta Ladji Doucouré. La squadra dovette attendere la sesta giornata per ottenere la prima vittoria in campionato, e quindi della sua storia in Pro B, contro il Caen dopo due tempi supplementari (96-99). La prima vittoria casalinga in campionato arrivòò invece il 27 dicembre 2018 contro l' Évreux (82-64).
Il Paris Basketball riuscì poi a completare una serie di sei vittorie consecutive, tra cui una in trasferta contro il capolista Roanne il 18 gennaio, riuscendo così a uscire dalla zona retrocessione. Il 18 marzo 2018, la partita casalinga contro il Roanne rappresentò il primo incontro televisivo della storia del Paris Basketball, trasmesso su RMC Sport 2; la sfida venne vinta da Parigi per 67-65. Dopo un inizio di stagione complicato, i parigini riuscirono comunque ad assicurarsi la permanenza in Pro B, concludendo all’11º posto la stagione d'esordio.

### Seconda stagione interrotta (2019-2020)
Al termine della prima stagione, la rosa viene profondamente rinnovata con la partenza di nove giocatori, tra cui i canadesi Kris Joseph e Jevohn Shepherd. Per la stagione 2019-2020, il Paris Basketball puntò principalmente su giovani cestisti, ingaggiando Milan Barbitch, Juhann Begarin e Ismaël Kamagate, cresciuto nel Paris Basket Avenir . Questa stagione segna anche l’arrivo di Adidas come sponsor tecnico del club, con un accordo triennale. Il 16 luglio 2019, il Paris Basketball annunciò l’ingaggio dell’internazionale maliano Amara Sy per più stagioni, raggiunto il 21 luglio da Nobel Boungou Colo. Grazie a questi rinforzi di prestigio, il Paris Basketball è ormai considerato uno dei favoriti del campionato di Pro B per la promozione in Jeep Élite.
Un Paris Basketball ambizioso iniziò la sua seconda stagione con una vittoria contro Fos-sur-Mer, presentandosi con una squadra priva di giocatori stranieri. Nei trentaduesimi di finale di Coupe de France, il club parigino affrontò i Metropolitans 92, dando vita a un primo storico Derby Francilien (Derby Parigino) . Il club di Jeep Élite di Boulogne-Levallois però si impose per 76-83, nonostante una buona prova della squadra parigina. Pochi giorni dopo, il Paris Basketball si rinforzò con l’arrivo della guardia/combo nigeriana Ben Uzoh, che però restò in squadra soltanto due mesi. Fino a dicembre, il club incontrò difficoltà in campionato, con appena tre vittorie in undici partite.
Dopo essersi ripreso con tre successi in quattro incontri, il club parigino giocò, in occasione del Capodanno cinese, la gara della 16ª giornata di Pro B contro l'Aix Maurienne il 26 gennaio 2020 all’AccorHotels Arena, predisposta per l’occasione con una capienza di 6.800 posti. Trasmetta su RMC Sport 2 e davanti a 5.500 spettatori, la partita si concluse con una netta sconfitta per la squadra della capitale, per 83-102, nonostante l'atmosfera creata dai tifosi parigini. Nel mese di febbraio, con la squadra al 12º posto in classifica, viene ingaggiato il playmaker americano-georgiano Marquez Haynes, confermando l’obiettivo di raggiungere i playoff.
La stagione venne però interrotta prematuramente nel marzo 2020 a causa della pandemia di COVID-19, con il Paris Basketball posizionato al 10º posto della Pro B. Al termine dell’annata, Sylvain Francisco e Gary Florimont lasciano il club.

### La promozione in prima divisione (2020-2021)

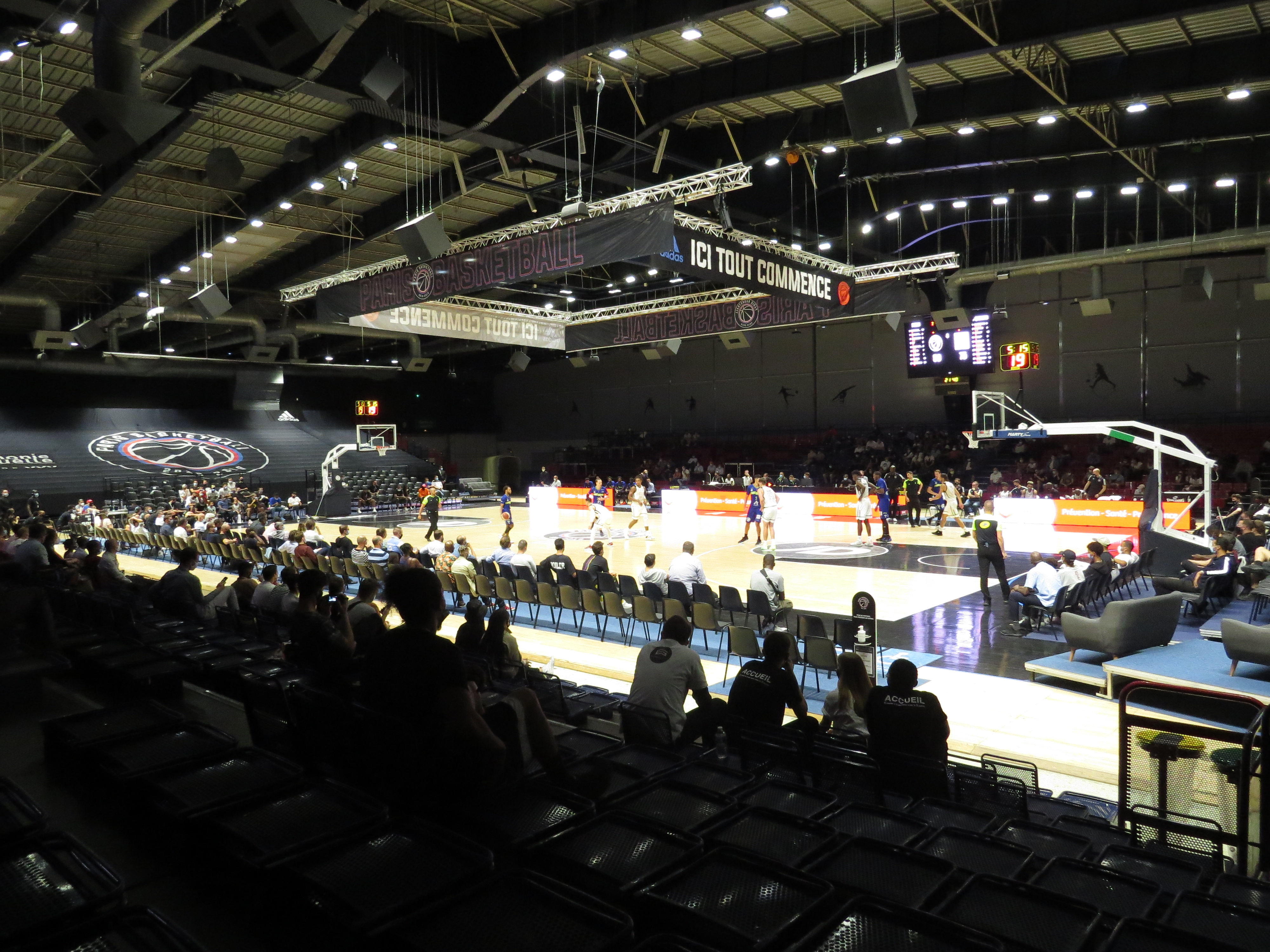
Paris Basketball vs Saint-Quentin, nella Coupe de France 2020-21.

L’inizio di stagione 2020-2021 della Pro B ancora una volta fu complicato per la squadra parigina, ma nel finale della stagione, con una serie di dieci vittorie in undici partite, di cui sei consecutive nelle ultime giornate, il Paris Basketball riuscì a conquistare il secondo posto della Pro B, dietro solamente al Fos Provence, e venne promosso in Pro A soltanto tre anni dopo la sua fondazione.
Al termine di questa stagione, Juhann Begarin venne scelto al 45º posto del Draft NBA dai Boston Celtics, restando però al Paris Basketball per altre due stagioni per continuare il proprio percorso di crescita prima di raggiungere la NBA.

### La prima stagione in Élite (2021-2022)
Per affrontare la sua prima stagione in Élite, il club parigino effettuò un mercato importante, inserendo nel roster la guardia/combo Kyle Allman e l’ex giocatore NBA Kyle O'Quinn. A gennaio 2022 si unisce anche il francese Axel Toupane, campione NBA con i Milwaukee Bucks.
Il 16 ottobre 2021, il Paris Basketball ottenne la prima vittoria della sua storia in Pro A, battendo in trasferta il Cholet Basket per 85-83, grazie a un tiro sulla sirena di Kyle Allman. Il primo successo casalingo alla Halle Carpentier arrivò invece contro i campioni in carica del Lyon-Villeurbanne, sconfitti per 82-79.
Il 20 marzo 2022, il club giocò un incontro della LNB all’Accor Arena contro l’AS Monaco Basket, l'evento richiamò 8.117 spettatori sugli spalti del palazzetto. Nonostante la sconfitta per 69-76, Parigi stabilì il record di affluenza della LNB in quell’anno.
Nella stagione 2021-2022, il club ottenne la salvezza in prima divisione soltanto all’ultima giornata, imponendosi contro il Boulogne-Levallois, terminando così la stagione al 15º posto. Dopo aver raggiunto la permanenza nella massima serie francese, il Paris Basketball venne invitato a partecipare all’Eurocup 2022-2023.
Al termine della stagione, Ismaël Kamagate venne eletto miglior difensore dell’anno e selezionato al 46º posto del Draft NBA dai Detroit Pistons (i diritti passeranno poi ai Denver Nuggets). Il giocatore restò però a Parigi per proseguire la sua crescita, seguito anche da un allenatore inviato in Francia dai Nuggets.

### La seconda stagione in Élite (2022-2023)
Il Paris disputò la sua seconda stagione in Betclic Élite 2022-2023, dopo una salvezza conquistata al fotofinish, è per la prima volta nella sua storia prese parte ad una competizione europea, partecipando alla Eurocup 2022-2023. La squadra mantenne alcuni dei suoi giocatori principali come Kyle Allman, Juhann Begarin, Ismaël Kamagate e Axel Toupane, a cui si aggiungono diversi giocatori con esperienza internazionale, tra cui Tyrone Wallace, Aamir Simms e l’internazionale bosniaco Amar Gegić. Inoltre durante questa stagione, il club si separò dall’allenatore Jean-Christophe Prat, sostituito dall’americano Will Weaver.
Il 16 ottobre 2022, il club organizzò un incontro storico sul Court Philippe-Chatrier dello Stadio Roland Garros, contro l’AS Monaco Basket. La partita, trasmessa su BeIN Sports, venne persa di misura dai parigini 91-95, nonostante i 28 punti di Juhann Begarin. All’evento erano presenti 10.424 spettatori, stabilendo un nuovo record di affluenza per la LNB.

### La stagione dei primi trionfi (2023-2024)
In vista della stagione 2023-2024, l’allenatore Will Weaver lasciò la guida tecnica al finlandese Tuomas Iisalo, reduce dalla vittoria nella Basketball Champions League 2022-2023 con i Telekom Baskets Bonn. Iisalo portò con sé sei giocatori della sua ex squadra: T.J. Shorts, Collin Malcolm, Tyson Ward, Michael Kessens, Sebastián Herrera e Leon Kratzer, oltre a una delle rivelazioni della stagione precedente del campionato francese: Nadir Hifi.

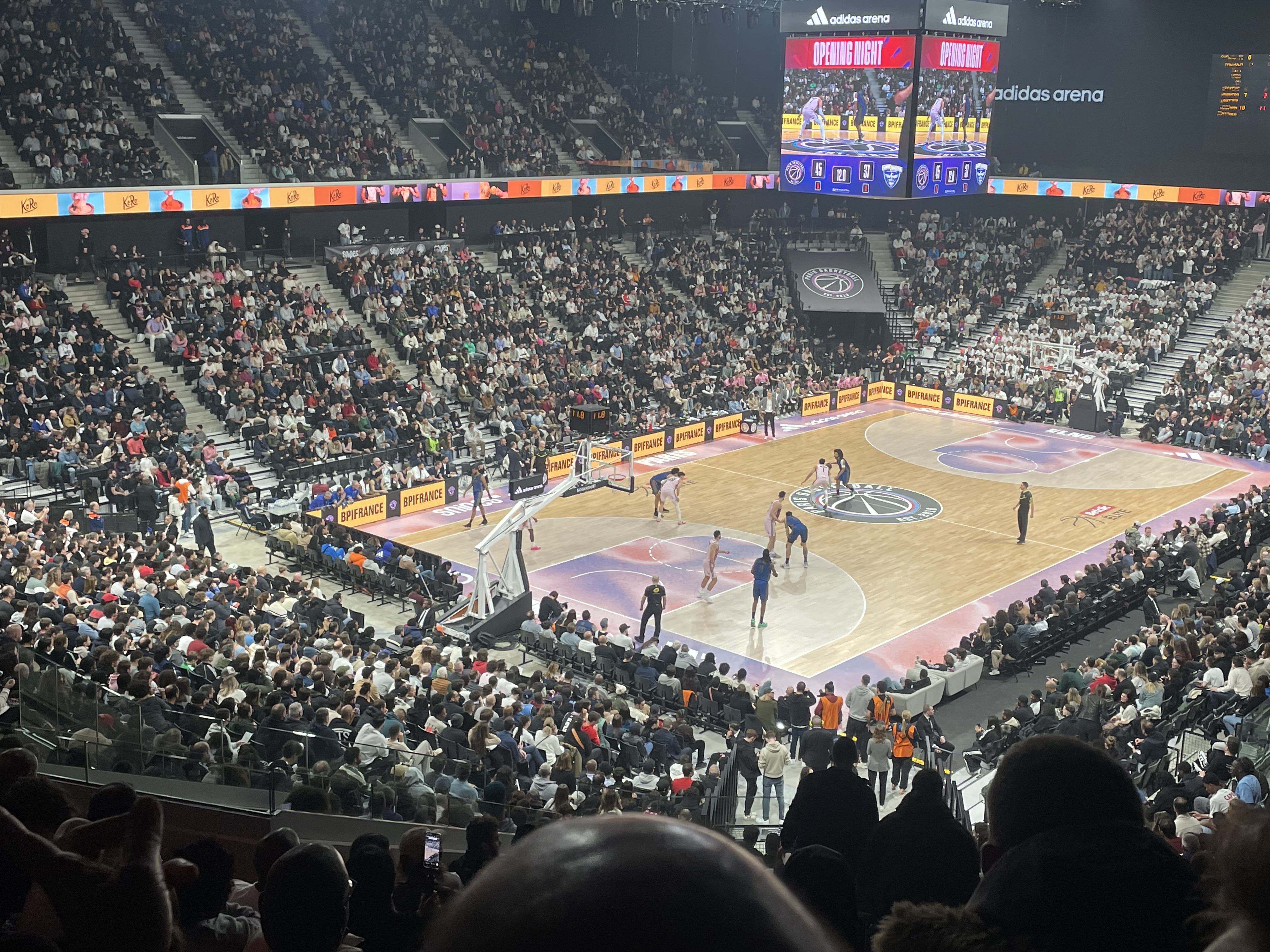
Una partita casalinga di Pro A all’Adidas Arena nel febbraio 2024.

Nel febbraio 2024, il Paris Basketball lasciò la Halle Georges-Carpentier per disputare il suo primo incontro nella nuova Arena Porte de la Chapelle, che assunse il nome di Adidas Arena, situata a Porte de la Chapelle.
Il 18 febbraio 2024, il club parigino ha conquistato il primo trofeo della sua storia, aggiudicandosi Leaders Cup 2024, dopo aver battuto in finale il Nanterre 92 con il punteggio di 90-85.
Nella stagione 2023-2024 la squadra prese parte per la seconda stagione consecutiva alla Eurocup. Dopo aver concluso al primo posto il Gruppo A, con 17 vittorie ed una sola sconfitta, il Paris raggiunse la serie finale dove si scontro in un derby francese con il JL Bourg-en-Bresse. I parigini si aggiudicarono la prima partita della serie, giocata al meglio delle tre, per 77-64 davanti al pubblico amico dell'Adidas Arena e poi si imposero anche nella seconda partita in trasferta a Bourg-en-Bresse per 89 a 81. Grazie a questa vittoria il 12 aprile 2024, il Paris Basketball, alla sua seconda partecipazione trionfò nella Eurocup 2023-2024, diventando la seconda squadra francese a riuscirci. Grazie a questo trionfo il Paris ha guadagnato per la prima volta, nella breve storia del club, la qualificazione per la Euroleague Basketball.
Il club parigino raggiunse anche per la prima volta le finali della LNB Pro A 2023-2024, ma venne sconfitto dall’AS Monaco Basket per 3-1 nella serie per il titolo. Al termine della stagione, Tuomas Iisalo lasciò il Paris Basketball per approdare alla franchigia NBA dei Memphis Grizzlies .

### Primo Titolo LNB (2024-2025)

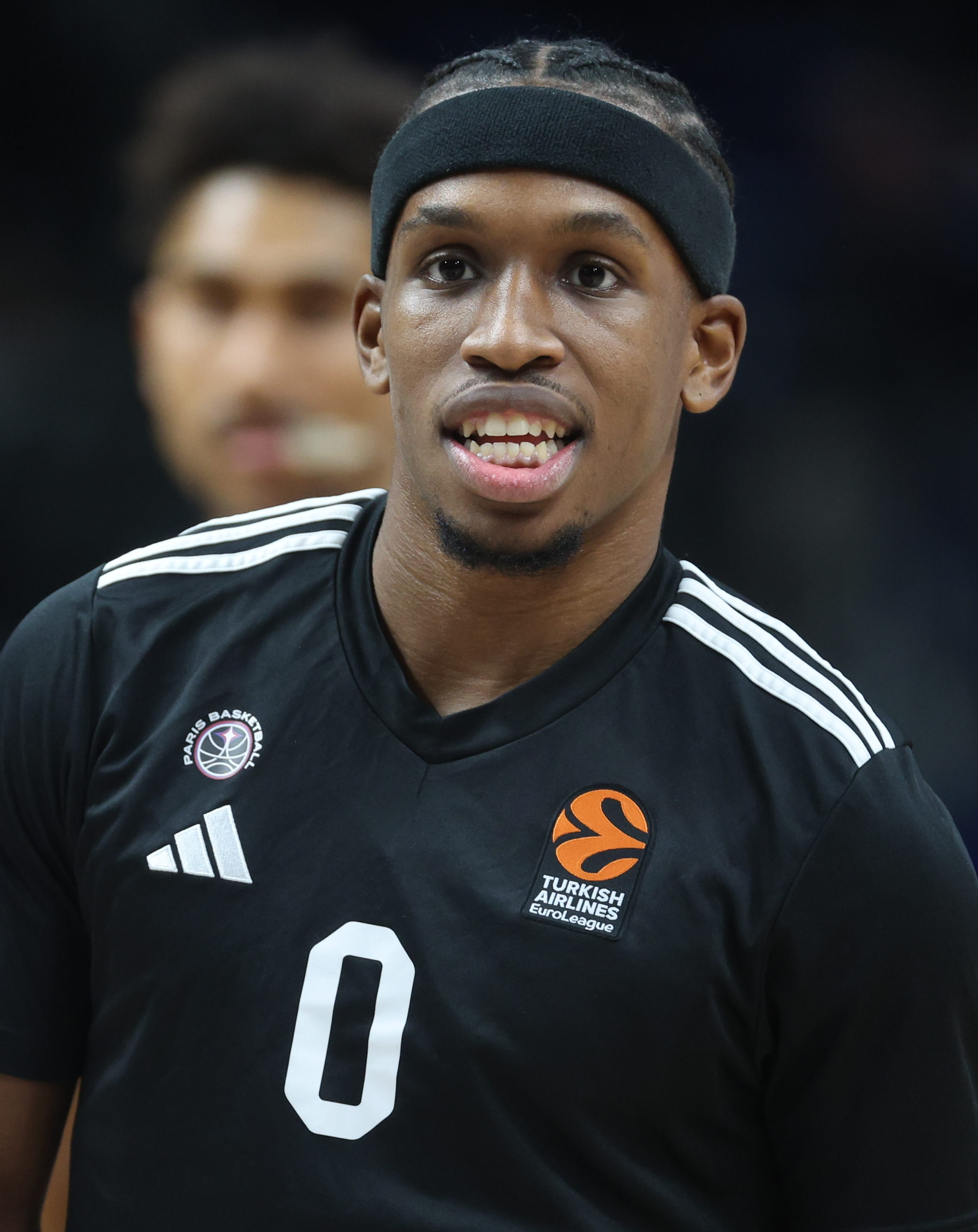
T.J. Shorts, protagonista con la canotta del Parigi dal 2023 al 2025.

In vista della stagione 2024-2025 il budget previsto del club ammontava a 18,8 milioni di euro, di cui 5,6 milioni destinati agli stipendi, collocando il Paris Basketball al secondo posto, per budget stagionale, in Francia dietro solamente al Monaco. La panchina della squadra è stata affidata all'ex giocatore brasiliano, Tiago Splitter, e disputa per la prima volta l’Eurolega, prendendo parte all'edizione 2024-2025. Dopo due sconfitte iniziali, il Paris Basketball conquistò la sua prima vittoria al Palais omnisports de Paris-Bercy contro i campioni d’Europa uscenti del Panathīnaïkos.
Durante la regular season, il club parigino realizzò una serie record, per una squadra francese, di dieci vittorie consecutive, superando il precedente primato detenuto dal Monaco, con otto vittorie.
Nonostante l’inesperienza e pur disponendo del penultimo budget tra i club partecipanti, il Paris Basketball concluse la regular season di Eurolega all’ottavo posto, su 18 squadre, e vinse la partita del play-in in trasferta contro il Real Madrid, ottenendo così la qualificazione ai play-off alla sua prima partecipazione. Nei quarti di finale, il Parigi venne però eliminata in tre gare dal Fenerbahçe, futuro vincitore della competizione.
Il 26 aprile 2025, il Paris Basketball ha conquistato per la prima volta nella sua storia la Coupe de France, vincendo l'edizione 2024-2025, battendo il Le Mans all’Accor Arena con il punteggio di 91-80.
Nella Betclic Élite 2024-2025, la squadra ha chiuso al primo posto la stagione regolare. Nei playoff, il Paris Basketball ha superato il JDA Dijon nei quarti di finale e il JL Bourg-en-Bresse in semifinale, raggiungendo per il secondo anno consecutivo la serie per il titolo. In finale, contro il Monaco, il Paris si è preso la rivincita per la stagione precedente, conquistando il primo titolo di Francia nella sua storia, con un successo per 3-2 nella serie.

## Palmarès

### Titoli nazionali
- Campionato francese: 1

2024-2025
- Coppa di Francia: 1

2024-2025
- Leaders Cup: 1

2024

### Titoli internazionali
- Eurocup: 1

2023-2024

## Roster 2024-2025
Aggiornato al 9 gennaio 2025.
| Paris Basketball 2024-2025 | Paris Basketball 2024-2025 |
| Giocatori                  | Staff tecnico              |
| -------------------------- | -------------------------- |

| N. | Naz.                                                   | Ruolo | Nome               | Anno | Alt.   | Peso   |  |
| -- | ------------------------------------------------------ | ----- | ------------------ | ---- | ------ | ------ |  |
| 0  | Stati Uniti (bandiera) · Macedonia del Nord (bandiera) | P     | T.J. Shorts (C)    | 1997 | 175 cm | 73 kg  |  |
| 1  | Stati Uniti (bandiera)                                 | AP    | Collin Malcolm     | 1997 | 201 cm | 95 kg  |  |
| 2  | Francia (bandiera)                                     | P     | Nadir Hifi         | 2002 | 185 cm | 82 kg  |  |
| 3  | Stati Uniti (bandiera)                                 | G     | Tyson Ward         | 1997 | 198 cm | 86 kg  |  |
| 4  | Francia (bandiera)                                     | AG    | Léopold Cavalière  | 1996 | 203 cm | 95 kg  |  |
| 5  | Francia (bandiera)                                     | AG    | Bandja Sy          | 1990 | 204 cm | 99 kg  |  |
| 7  | Cile (bandiera)                                        | G     | Sebastián Herrera  | 1997 | 193 cm | 88 kg  |  |
| 8  | Germania (bandiera)                                    | C     | Leon Kratzer       | 1997 | 211 cm | 110 kg |  |
| 12 | Germania (bandiera)                                    | P     | Maodo Lô           | 1992 | 191 cm | 82 kg  |  |
| 13 | Stati Uniti (bandiera) · Rep. Centrafricana (bandiera) | C     | Kevarrius Hayes    | 1997 | 206 cm | 103 kg |  |
| 18 | Francia (bandiera)                                     | AC    | Enzo Shahrvin      | 2003 | 200 cm | 115 kg |  |
| 20 | Finlandia (bandiera)                                   | AG    | Mikael Jantunen    | 2000 | 203 cm | 100 kg |  |
| 21 | Francia (bandiera)                                     | C     | Mathis Dossou-Yovo | 2000 | 205 cm | 95 kg  |  |
| 24 | Burkina Faso (bandiera) · Francia (bandiera)           | GA    | Yakuba Ouattara    | 1992 | 191 cm | 84 kg  |  |
| 34 | Stati Uniti (bandiera)                                 | A     | Daulton Hommes     | 1996 | 203 cm | 98 kg  |  |

| Allenatore                                                                                                |
| - / Tiago Splitter                                                                                        |
| Assistente/i                                                                                              |
| - Bienvenu Kindoki - Julius Thomas - Stefan Ivanović Legenda - (C) Capitano - (IN) Inattivo - Infortunato |

## Cestisti
- Ryan Boatright
- Chris Goulding
- Daniel Dillon
- Amar Gegić
- Kris Joseph
- Jevohn Shepherd
- Evans Ganapamo
- Sebastián Herrera
- Mikael Jantunen
- Juhann Begarin
- Nobel Boungou Colo
- Pacôme Dadiet
- Sylvain Francisco
- Ismaël Kamagate
- Victor Samnick
- Amara Sy
- Axel Toupane
- Karim Ezzeddine
- Ben Uzoh
- Alfonso Plummer
- Michael Roll
- Kyle Allman
- Jeremy Evans
- Marquez Haynes
- Kyle O'Quinn
- T.J. Shorts
- Aamir Simms
- Dustin Sleva
- Tyrone Wallace
- Tyson Ward
- Sheck Wes

## Allenatori
| Num. | Nome                 | Da   | Al        | Note   |
| ---- | -------------------- | ---- | --------- | ------ |
| 1    | Jean-Christophe Prat | 2018 | 2022      | [ 25 ] |
| 2    | Will Weaver          | 2022 | 2023      |        |
| 3    | Tuomas Iisalo        | 2023 | 2024      |        |
| 4    | Tiago Splitter       | 2024 | 2025      | [ 68 ] |
| 5    | Francesco Tabellini  | 2025 | in carica | [ 69 ] |

## Altre squadre
Il club dispone di una squadra riserve, il Paris Basket Avenir, che è iscritta al campionato di Nationale Masculine 2, il quarto livello del Campionato francese di pallacanestro. 
Il Paris Basketball inoltre è anche dotato di una squadra giovanile Under 18
.

### Squadra femminile
La squadra femminile del Paris Basket Avenir, militante in Nationale Féminine 2, è stata integrata al Paris Basketball a partire dalla stagione 2023-2024. Nella sua prima stagione di attività, la formazione ha chiuso al 2º posto il proprio girone, mancando di poco la promozione in Nationale Féminine 1.
Dalla stagione successiva, il Paris Basketball Féminine è entrato a far parte della struttura professionistica del club, con l’ex coach Christophe Denis in qualità di direttore sportivo e l’ex giocatrice della nazionale francese Isabelle Fijalkowski come assistente allenatrice.